# France Soir
«Франс-суар» (фр. France Soir, рус. Вечерняя Франция) — ежедневная французская газета, основанная в 1944 году.

## История
Первоначально была основана в 1941 году как подпольная газета Défense de la France (Защита Франции) молодыми журналистами Робером Сальмоном (Robert Salmon) и Филиппом Вьяннэ (Philippe Viannay), первые номера которых были напечатаны на ротапринте (машине офсетной печати Rotaprint).
Défense de la France имела большой тираж тайной печати, с 450 000 экземплярами в день с января 1944 года. В марте 1944 года, после многократных переездов, она занимает место в промышленном здании на трёх этажах, на улице Жан Долен (rue Jean-Dolent), за Тюрьмой Санте, в 14-м административном округе Парижа, с одной типографской машиной, весом 6 тонн, машинами Grosse Margot, «Линотип», Massicot, с одним запасом бумаги, бензина, продовольствия, воды и двух тонн древесного угля для стереотипирования.
Первый номер France Soir вышел в тираж 7 ноября 1944 года под двойным названием: France Soir - Défense de la France.
В 1946 году, F.E.P. (France éditions et publications) (издательство France Soir) объединяется с газетой Publi-France филиалом группы Hachette и издателем Paris-Presse. , основанной в ноябре 1944 сыном писателя и политика Мориса Барреса (Maurice Barrès), депутатом партии RPF Филиппом Барресом (Philippe Barrès). Он являлся главным редактором газеты Paris-Soir в 1930-х годах.

## Пьер Лазарефф
Первая французская ежедневная газета, France Soir была выкуплена в 1949 году французским акционерным обществом по изданию, распространению книг и периодической печати Hachette Filipacchi Médias, которая назначает журналиста и производителя французских телевизионных передач Пьера Лазареффа генеральным директором издательства (FEP) и Робера Сальмона президентом газеты. Ежедневная газета преодолевает с 1953 года рубеж в миллион экземпляров в течение первых событий войн деколонизации, в Индокитае и в Алжире .
Тираж превышает рубеж 1,5 миллион экземпляров в 1956—1958 годах, когда война в Алжире  призывает на военную службу сотни тысяч молодых французов и сохраняется в 1961 году, во время покушений OAS и Путча генералов, с 1 115 700 экземплярами, проданными в среднем, каждый день. Надпись на первой полосе гласит « единственная ежедневная газета, продающая более миллиона экземпляров ».
Превосходная репутация France Soir в 1950-е-х годах была принесена асами репортажа, которые затем станут успешными романистами: бывший участник сопротивления и будущий академик Жозеф Кессель, военный корреспондент с 1939—1940, Люсьен Бодар (Lucien Bodard), который передавал эксклюзивнуб информацию из Индокитая, а также Филипп Лабро, который опубликует свои первые романы начиная с 1960 года и журналист и сценарист Анри де Тюренн (Henri de Turenne), стремившийся к созданию интересных телевизионных репортажей во время создания в 1964 году «Управления французского радиовещания и телевидения» (Office de radiodiffusion télévision française сокращённо ORTF).

## Дело о карикатурах на пророка Мухаммеда
В начале февраля 2006 года, France Soir публикует серию карикатур на пророка Мухаммеда, которые были напечатаны в 2005 году в одной из датских газет Jyllands-Posten получив неодобрение со стороны мусульманского мира. В феврале 2006 года Жак Лефранк, ответственный редактор, был уволен к тому времени владельцем Рэймондом Лэка (Raymond Lakah) за то, что он переиздал мультипликационные описания пророка Мухаммеда, которые были предметом карикатурного скандала. Эти 12 карикатур были напечатаны с добавлением другого изображения других религиозных деятелей, сидящих на облаке с чтением заголовка, «Не волнуйся Мухаммед, на нас на всех были нарисованы карикатуры здесь.» (Don't worry Muhammad, we've all been caricatured here) 

## Приобретение Жан-Пьером Брунуа и Оливье Рэйем
В апреле 2006 года Трибунал Торговли (Tribunal of Commerce) в Лилле объявил, что газета станет собственностью Жан-Пьера Брунуа и Оливье Рэйя, бывшего журналиста газеты. Тогда он взял на себя обязательство не продавать газету в течение пяти лет. 
На покупку газеты, испытывающей финансовые затруднения, претендовал и израильский бизнесмен российского происхождения Аркадий Гайдамак — владелец газеты «Московские новости», однако французский суд отказал ему в этом праве .

## Владелец Александр Пугачёв
В 2009 году собственником газеты France Soir стал Александр Пугачёв, сын российского предпринимателя Сергея Пугачёва. Он купил газету за символический 1 Евро.
По результатам 2010 года убытки газеты составили 31 миллион евро. С 2011 года прекращено распространение газеты в бумажном варианте (осталась веб-версия, которая подвергается критике за фальсификации в информации и конспирологию).
Согласно информации, предоставленной владельцем, в издание газеты им было вложено 80 миллионов евро, и ещё 10 миллионов - в сайт газеты. В мае 2012 года он прекратил финансирование проекта.
24 июля 2012 года парижский Торговый суд признал издание банкротом, что предусматривает распродажу активов газеты с аукциона.

## Известные сотрудники
- Жозеф Кессель
- Жан-Поль Сартр
- Jean-Pierre Thiollet